# Korean Tour
De Korean Tour is een serie van golftoernooien die georganiseerd wordt door de Korea Professional Golfers' Association (KPGA) van Zuid-Korea. Vrijwel alle golftoernooien vinden plaats in Zuid-Korea.
De belangrijkste golftoernooien van de Korean Tour zijn het Korean Open en het Korean PGA Championship die respectievelijk opgericht zijn in 1958 en 1963. Sommige golftoernooien maken ook deel uit van de OneAsia Tour.
Deze tour wordt uitsluitend gespeeld voor Zuid-Koreaanse golfers waar ze ook kunnen spelen op de Aziatische PGA Tour en de OneAsia Tour en de Japan Golf Tour. Er zijn ook enkelingen die deelnemen aan de Amerikaanse PGA Tour en de Europese PGA Tour.
Vanaf 2011 kunnen de winnaars toernooipunten verzamelen voor de Official World Golf Ranking (OWGR). De meeste toernooien hebben een OWGR-waarde van zes punten. Toernooien die ook deel uitmaken van de OneAsia Tour zijn 10 OWGR-punten waard.